# Inagi
Inagi (japonsky 稲城市) je město v prefektuře Tokio v Japonsku. K roku 2018 v něm žilo před devadesát tisíc obyvatel.

## Poloha
Inagi leží západně od Tokia (kterému slouží jako sídlištní noclehárna), severně od Mačidy a východně od Hačiódži. Protéká přes něj od severozápadu k severovýchodu řeka Tama, přítok Tokijského zálivu.

## Dějiny
Jako město vzniklo Inagi 1. listopadu 1971.